# Pfarrkirche St. Stephan (Tulln)

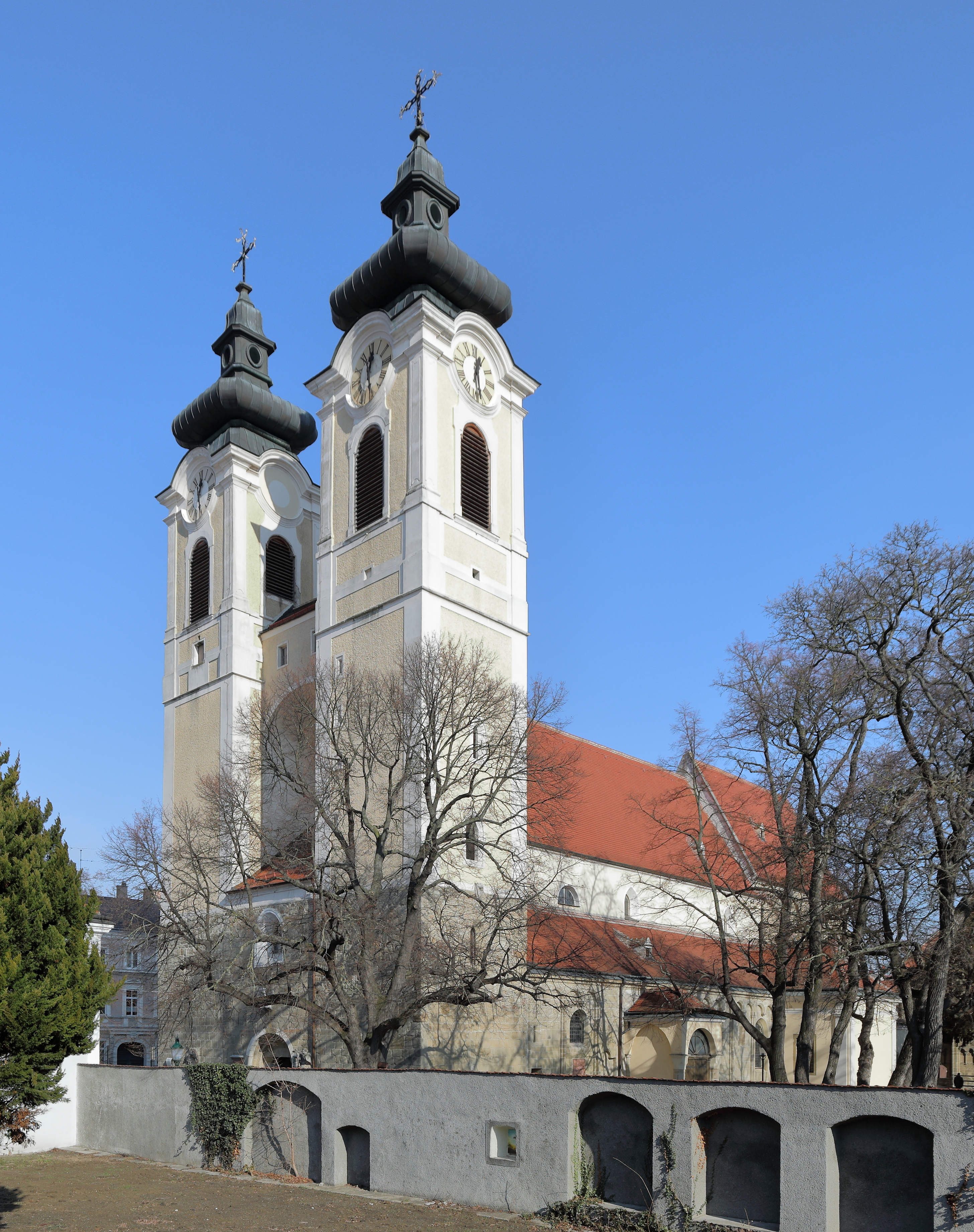
Pfarrkirche Tulln

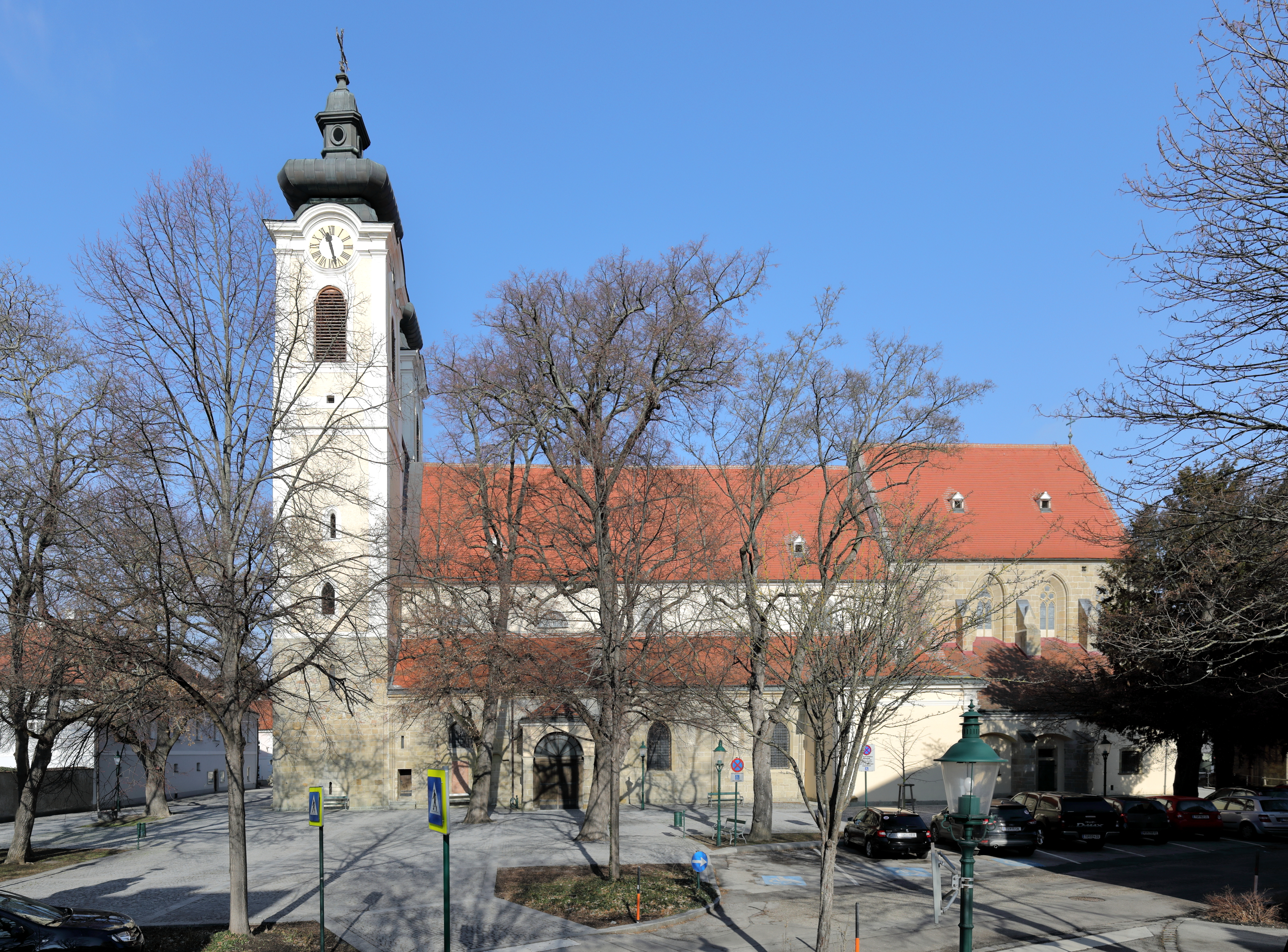
Südansicht der Pfarrkirche

Die Pfarrkirche St. Stephan ist ein römisch-katholisches Kirchengebäude in Tulln an der Donau in Niederösterreich.

## Baugeschichte

### Romanischer Bau

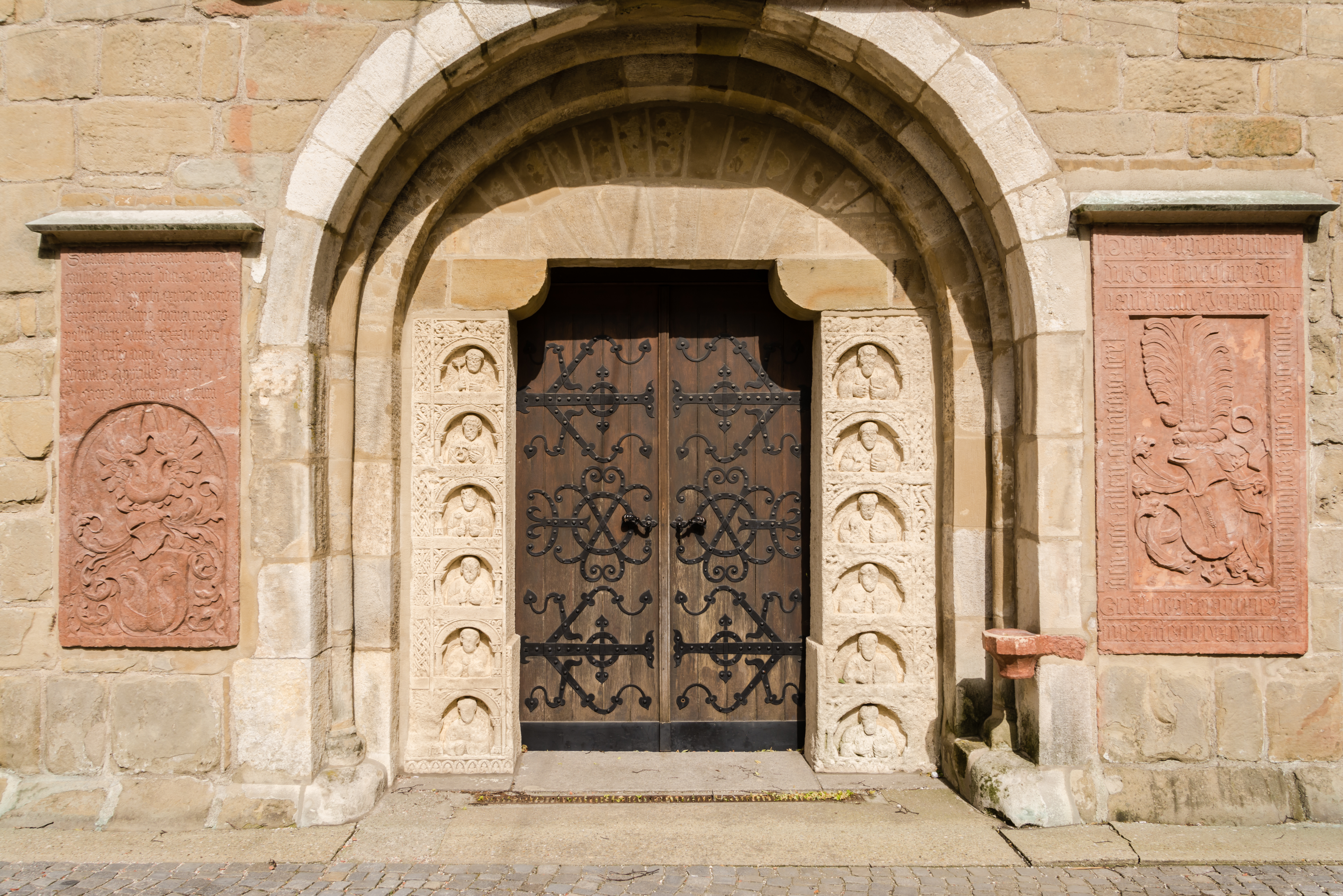
Westportal

Die Ursprünge der Pfarrkirche Tulln reichen in das 11. Jahrhundert zurück. Am 5. Juli 1014 überließ Kaiser Heinrich II. dem Bistum Passau königliches Eigengut zur Errichtung einer Kirche. Aus dieser Zeit sind romanische Fundamentreste erhalten. Der Bau umfasste das heutige Mittelschiff und war mit einem Chorquadrat und wahrscheinlich einer Apsis ausgestattet. Eine erste wesentliche Erweiterung wurde im 12. Jahrhundert ausgeführt, indem die beiden Seitenschiffe angefügt wurden, womit das heutige Erscheinungsbild der dreischiffigen Pfeilerbasilika geschaffen wurde. An der Stirnseite des südlichen Seitenschiffs markiert der romanische Bogen noch heute den Übergang zur ursprünglichen Apsis.
Insbesondere an der Südseite sind romanische Charakteristika in der Form von Halbsäulen mit würfelförmigen Kapitellen sowie der abgetreppte Rundbogenfries erhalten. Die Nordseite war größeren Veränderungen unterworfen, Bestand hat jedoch noch das romanische Nordportal aus der zweiten Hälfte des 12. Jahrhunderts (wenn auch in einer barocken Vorhalle). Die Portalsäulen sind durch besondere Kapitelle ausgezeichnet, links ein Adler und rechts Blätter und Fische.
Aus dem frühen 13. Jahrhundert stammt das Westportal, dessen Pfeiler in der Art römischer Grabsteine jeweils sechs in Relief gearbeitete Halbfiguren tragen, deren Identität jedoch unterschiedlich angenommen wird und von den 12 Aposteln bis zu 12 Passauer Bischöfen reicht.

### Gotische Erweiterungen

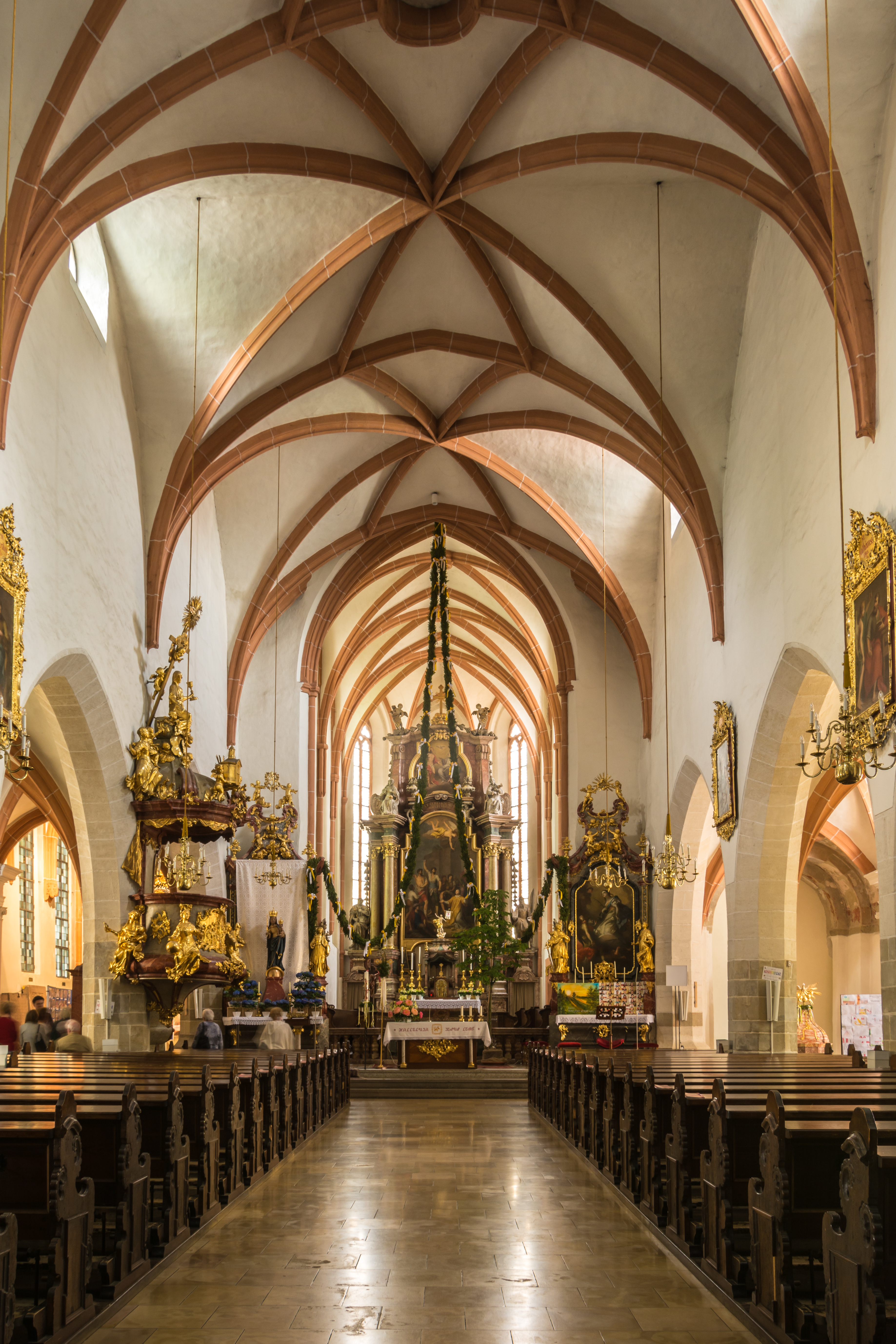
Langhaus

Um 1280/90 wurde das Langhaus neu errichtet. Nach dem sechsjochigen romanischen Bau ist es nun mit fünf Jochen im frühgotischen Stil der Bettelordenkirchen ausgeführt: Weit gespannte gotische Spitzbögen auf achteckigen Pfeilern ohne Kapitelle bilden die Arkaden zu den Seitenschiffen.
Der gotische Hochchor mit seinem vierjochigen Kreuzrippengewölbe und 5/8-Schluss datiert aus der ersten Hälfte des 14. Jahrhunderts und stand durch seine Höhe zunächst in markantem Gegensatz zu den Flachdecken der Langhausschiffe. Diese wurden schließlich nach einem Brand in der Zeit zwischen 1496 und 1513 unter der Leitung des Ratsherrn Martin Gerstenecker (Grabstein unter dem Westportal) mit Kreuzrippengewölbe ausgestattet, jedoch auch im Mittelschiff nicht die Höhe des Chors erreichend.
Auch die nördliche Seitenkapelle (Marienkapelle) stammt aus dieser Zeit, ebenso das gotisierte Südportal. Die südliche Seitenkapelle wurde nie fertiggestellt; der Bereich wird nun von Sakristei eingenommen.
1590 rief ein Erdbeben beträchtliche Schäden hervor, indem sich insbesondere die nördliche Mauer nach außen neigte, weshalb Stützmauern notwendig wurden, die heute den romanischen Ursprung weitgehend verbergen.

### Barock
Der Stadtbrand von 1752 verschonte auch die Kirche nicht, womit die Inneneinrichtung ein Raub der Flammen und somit eine vollständige Neuausstattung notwendig wurde.
Die Westtürme wurden erhöht und erhielten nach ihren ursprünglichen spitzen Dächern die heutigen barocken Helme. In Dachhöhe des Mittelschiffs wurde zwischen den Türmen eine Verbindung geschaffen, um eine Unterkunft für den Turmwächter aufzunehmen.
Über dem Westportal befindet sich ein steinerner Doppeladler mit den 'Türkenschädeln' in den Fängen, der an die Rolle Tullns im Rahmen des Entsatzes der Stadt Wien 1683 erinnern soll. Er stammt aus dem Besitz der Familie Montecuccoli und wurde, nachdem er sich ursprünglich über dem Hochaltar befand, 1786 an die Westfassade verlagert.
Die Steinskulpturen zu den Seiten des Westportals, links der hl. Johannes Nepomuk, rechts der hl. Karl Borromäus, entstammen der Wasserkapelle an der Donau.

## Ausstattung

### Chor

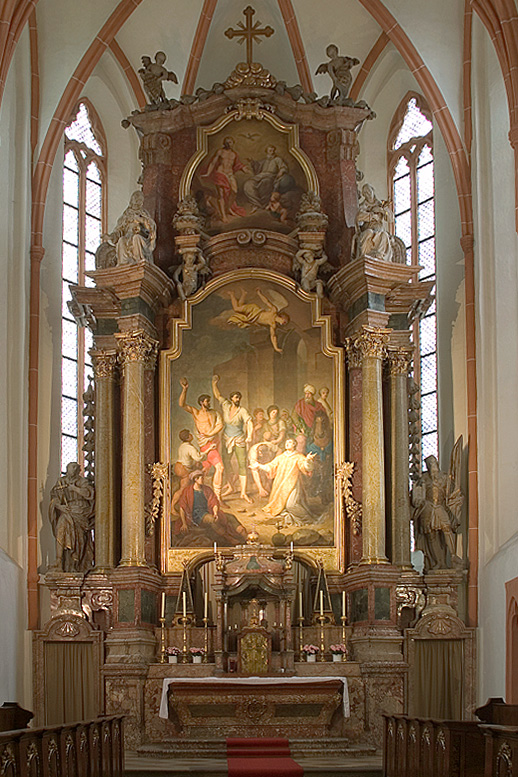
Hochaltar

Der aus Marmor gefertigte Hochaltar stammt aus dem in josephinischer Zeit aufgehobenen Kloster der Karmelitinnen in St. Pölten (die nunmehrige Prandtauerkirche). Er wurde dort 1717 errichtet und schließlich 1786 nach Tulln überstellt. Das Altarbild zeigt die Steinigung des Heiligen Stephanus sowie das Aufsatzgemälde Heilige Dreifaltigkeit, Werke des k.k. Kammermalers Joseph Steiner aus Wien. Die beiden seitlichen Statuen stellen die hll. Camillus und Leopold dar. Die oberen Statuen, hll. Magdalena und Rosalia, von Matthias Klöbl wurden nachträglich ergänzt. Der Altar trägt die Aufschrift 'Ex dono Josephi II MDCCLXXXVI'.

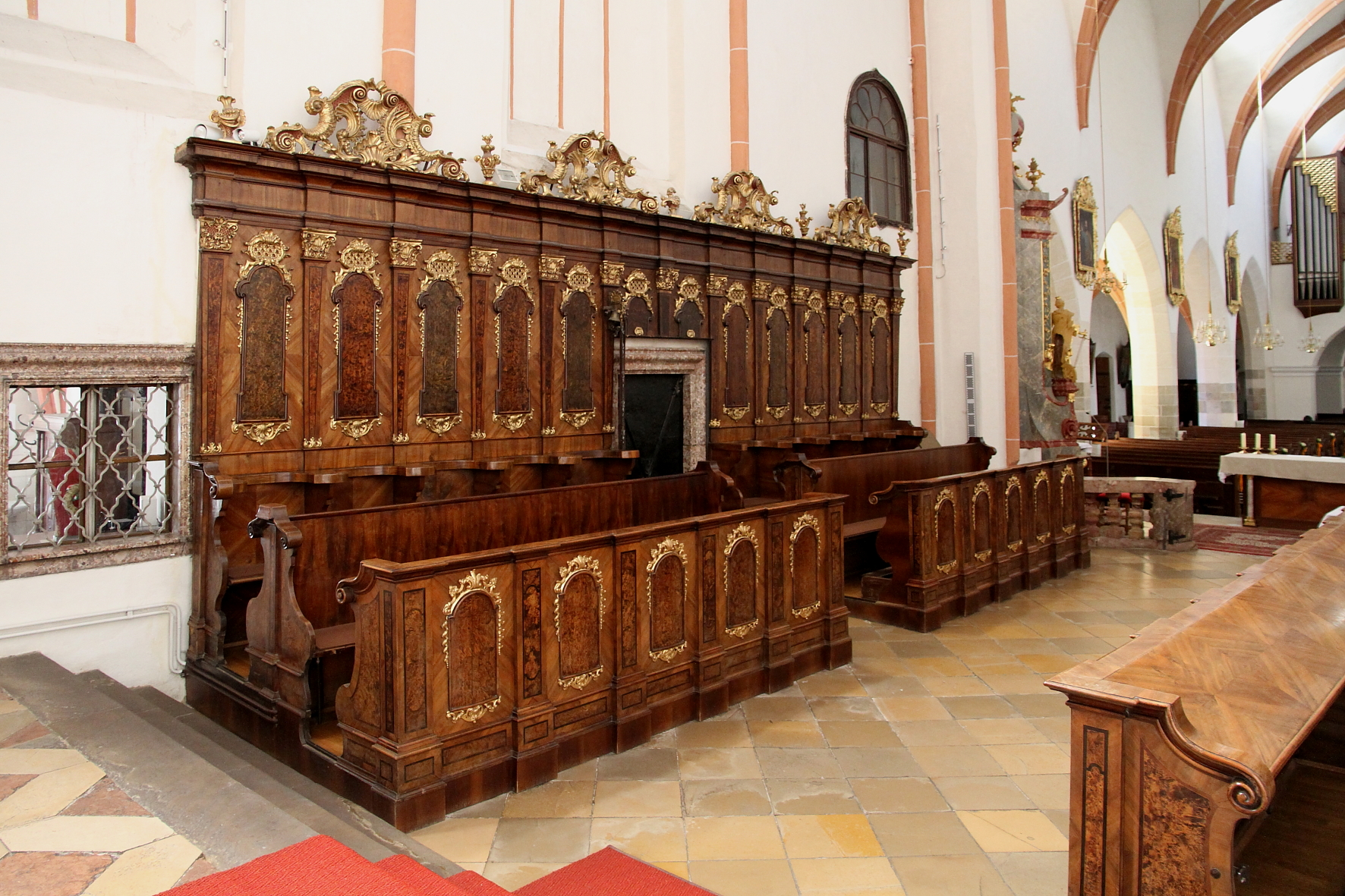
Chorgestühl

Das um 1750 geschaffene Rokoko-Chorgestühl wurde 1790 aus dem ebenfalls aufgehobenen Kartäuser-Kloster Gaming übertragen. Es erwies sich zunächst als zu groß, musste daher einer Adaptierung unterzogen werden und erhielt schließlich 1861 eine zusätzliche vordere Sitzreihe.

### Langhaus und Seitenkapellen
Die beiden Seitenaltäre stammen aus der zweiten Hälfte des 18. Jahrhunderts. Das Bild des linken Seitenaltars Mariä Verkündigung ist eine zeitgenössische Kopie eines Werks von Franz Anton Maulbertsch (Original im Wiener Schloss Belvedere). Der rechte Seitenaltar ist mit dem Bild der hl. Lucia ausgestattet. Die linke Seitenkapelle, die Johanneskapelle, beherbergt einen Altar mit einem Ölbild des Tullner Minoritenpaters Innozenz Moscherosch (1697–1772), Glorie des hl. Nepomuk, 1734. In der rechten Seitenkapelle, der Thomaskapelle, findet sich ein Altargemälde von Franz Anton Maulbertsch. Die spätbarocke Kanzel wird Matthias Klöbl zugeschrieben (1750). Das Relief zeigt Christi Übergabe der Schlüsselgewalt an Petrus.

## Orgel

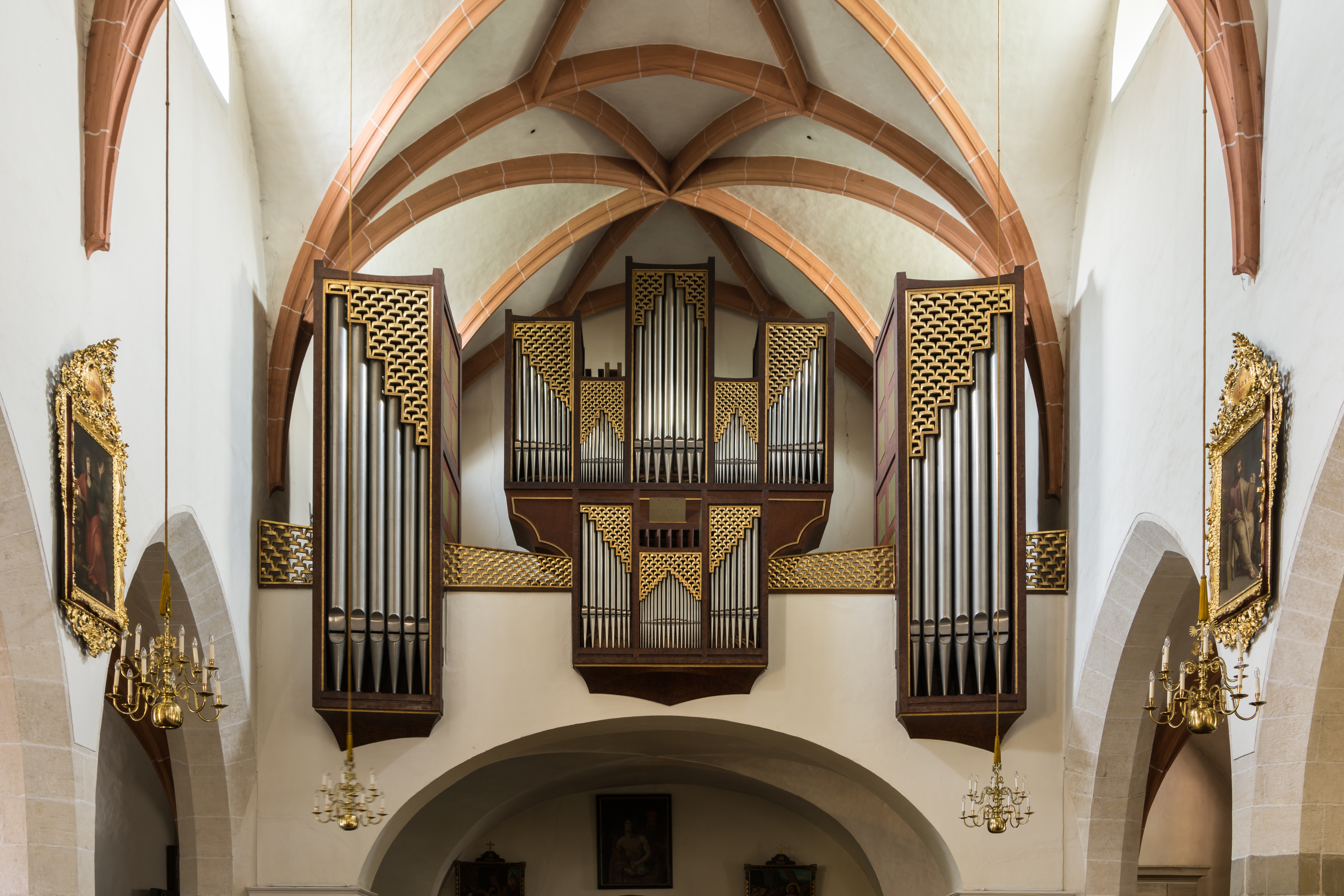
Orgelprospekt mit Brüstungspositiv und Pedalteilen über der Emporenbrüstung

Die Kirche besitzt eine mechanische Schleifladenorgel mit 37 Registern, die sich auf drei Manuale und ein Pedal verteilen. Sie wurde in den Jahren 1958 bis 1960 von der Oberösterreichischen Orgelbauanstalt in St. Florian (heute Orgelbau Kögler) errichtet.

## Glocken
Die „Pummerin“ hängt alleine im Nordturm, alle anderen Glocken hängen im Südturm.
Nach dem Stadtbrand 1752, bei dem alle alten Glocken vernichtet worden waren, goss Franz Wucherer in Wien ein neues Geläut. Neben den Resten der alten Glocken verwendete er für den Guss auch Metall, das von Kaiserin Maria Theresia gestiftet worden war. Darauf bezieht sich die folgende Inschrift der Pummerin:
MIT GOTTES HILF VND SEINER GNAD FRANZ WVCHER MICH GOSSEN HAT ZV WIEN IN DER VORSTADT.
ANNO DOMINI MDCCLII QVO DIMIDO MAJOREM TVLLNAE PARTEM CORRIPVIT VVLCANVS FVSA HAEC CAMPANA CVM RELIQVIS QVAS AVGVSTISSIMA IMPERATRIX ET REGINA NOSTRA MARIA THERESIA DONATO METALLO AVXIT (…)
Im Ersten Weltkrieg mussten die alte Halbpummerin sowie zwei kleine Glocken zur Metallgewinnung abgegeben werden und wurden eingeschmolzen. In der Zwischenkriegszeit wurde nur das kleine Zügenglöckchen angeschafft. Im Zweiten Weltkrieg mussten alle Glocken abgeliefert werden, blieben aber im Sammellager erhalten und kehrten nach Kriegsende zurück. Eine Ergänzung des Geläuts unterblieb jedoch zunächst.
Erst 2013, in Hinblick auf das 1000-Jahr-Jubiläum 2014, wurden 3 neue Glocken angeschafft, die von der Glockengießerei Rudolf Perner in Passau gegossen wurden. Es war eines der letzten Werke dieser Gießerei vor der vorübergehenden Betriebseinstellung von 2013.
Im Zuge der Ergänzung wurde auch die gesprungene Speiserin restauriert und im Südturm ein neuer hölzerner Glockenstuhl für die Glocken 2 bis 7 errichtet. Diese erhielten alle auch neue hölzerne Joche und neue Klöppel.
Da für dieses Projekt genügend Spenden gesammelt wurden, konnte auch die Probeglocke, die eigentlich nur als Probeguss hergestellt worden war, erworben und ins Geläut integriert werden.
| Nr. | Name                           | Nominal | Gewicht (kg) | Durchmesser (cm) | Gussjahr | Gießer                        |
| 1   | Pummerin                       | a0      | 4224         | 188              | 1752     | Franz Wucherer                |
| 2   | Franziskusglocke, Halbpummerin | cis1    | 1678         | 142              | 2013     | Glockengießerei Rudolf Perner |
| 3   | Zwölferin                      | dis1    | 1110         | 124              | 1752     | Franz Wucherer                |
| 4   | Speiserin                      | fis1    | 562          | 97               | 1752     | Franz Wucherer                |
| 5   | Christophorusglocke            | gis1    | 474          | 94               | 2013     | Glockengießerei Rudolf Perner |
| 6   | Probeglocke                    | dis2    | 195          | 68               | 2013     | Glockengießerei Rudolf Perner |
| 7   | Zügenglöckchen                 | fis2    | 77           | 50               | 1931     | Glockengießerei Pfundner      |

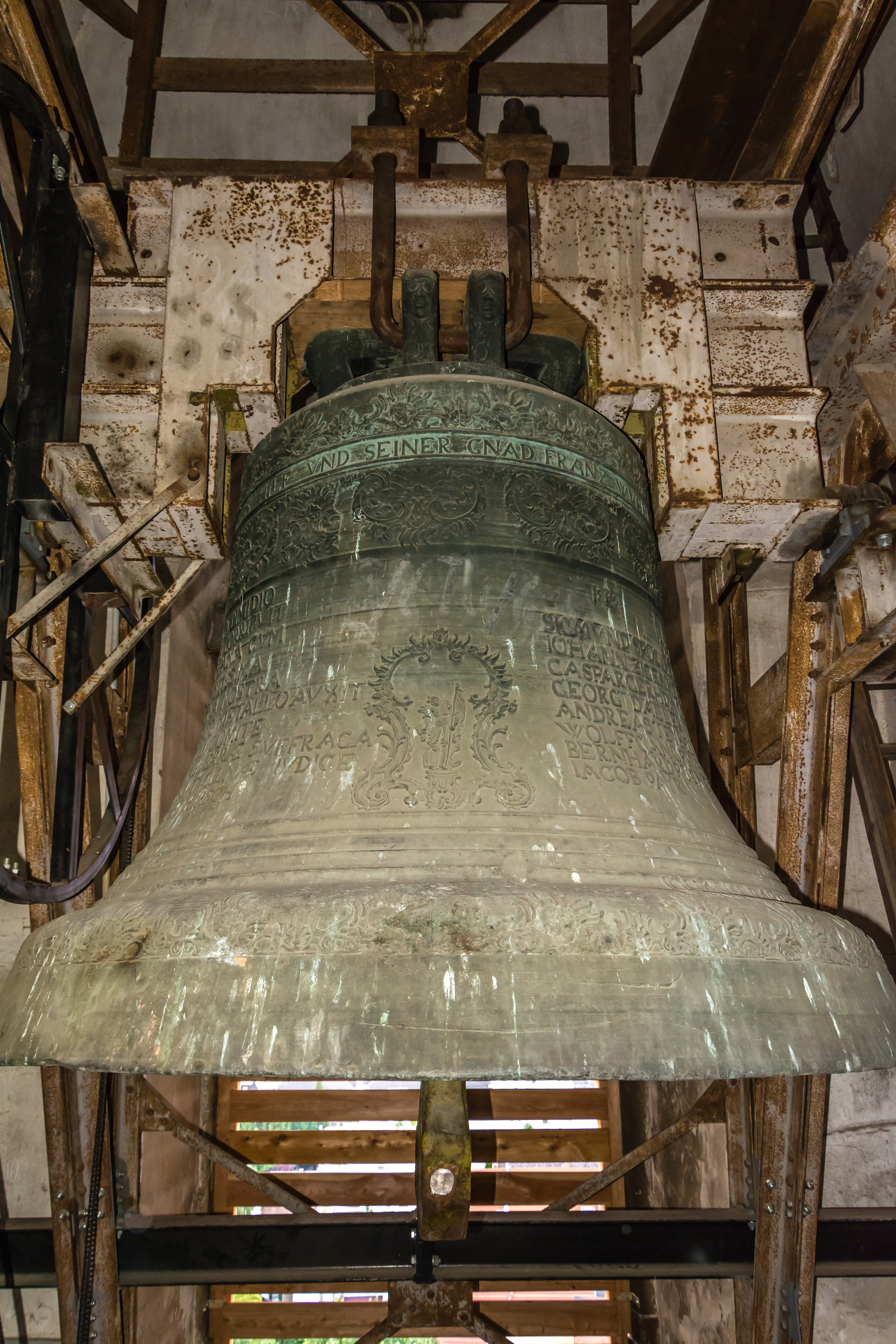
Die große Glocke, genannt Tullner Pummerin
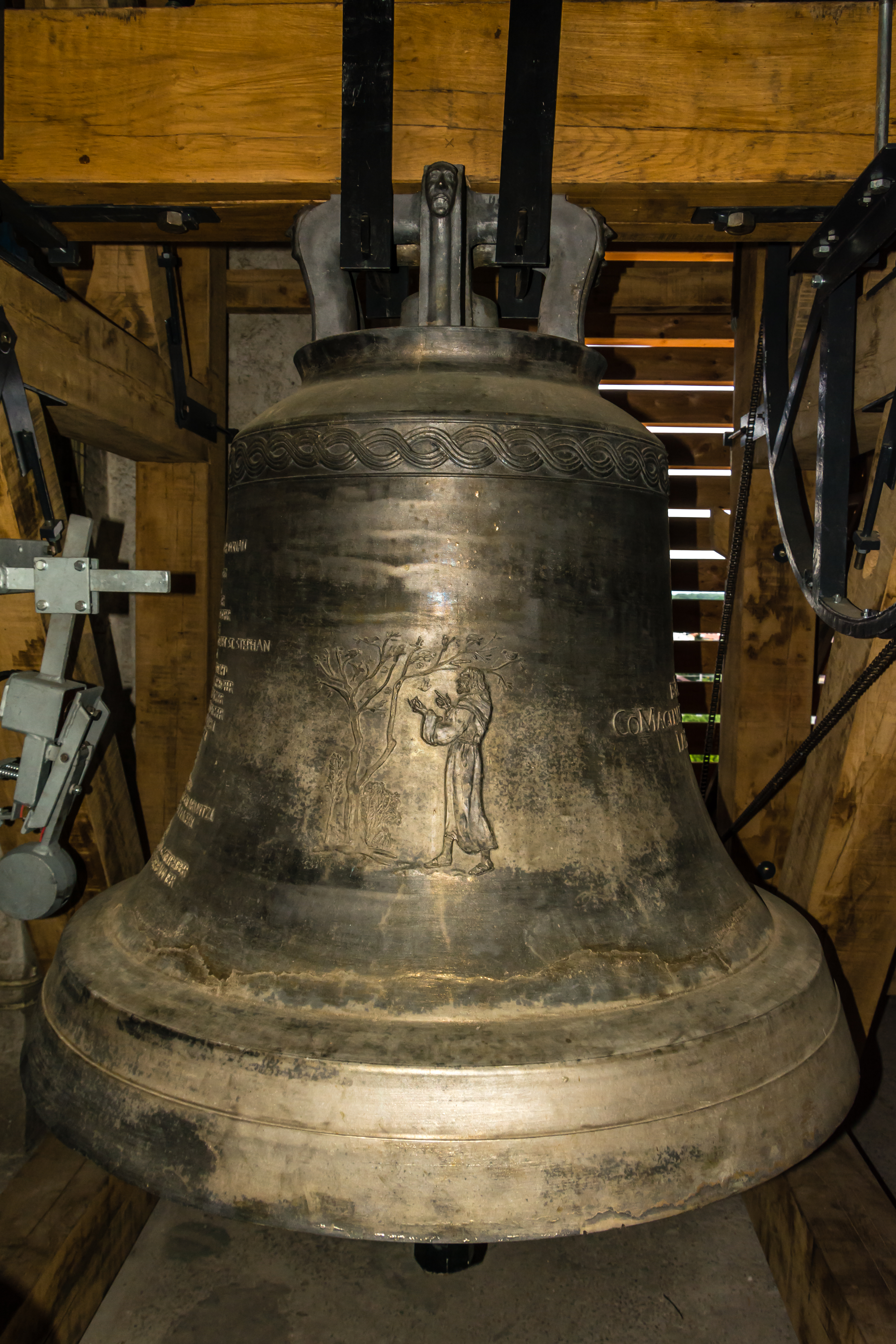
Die Halbpummerin
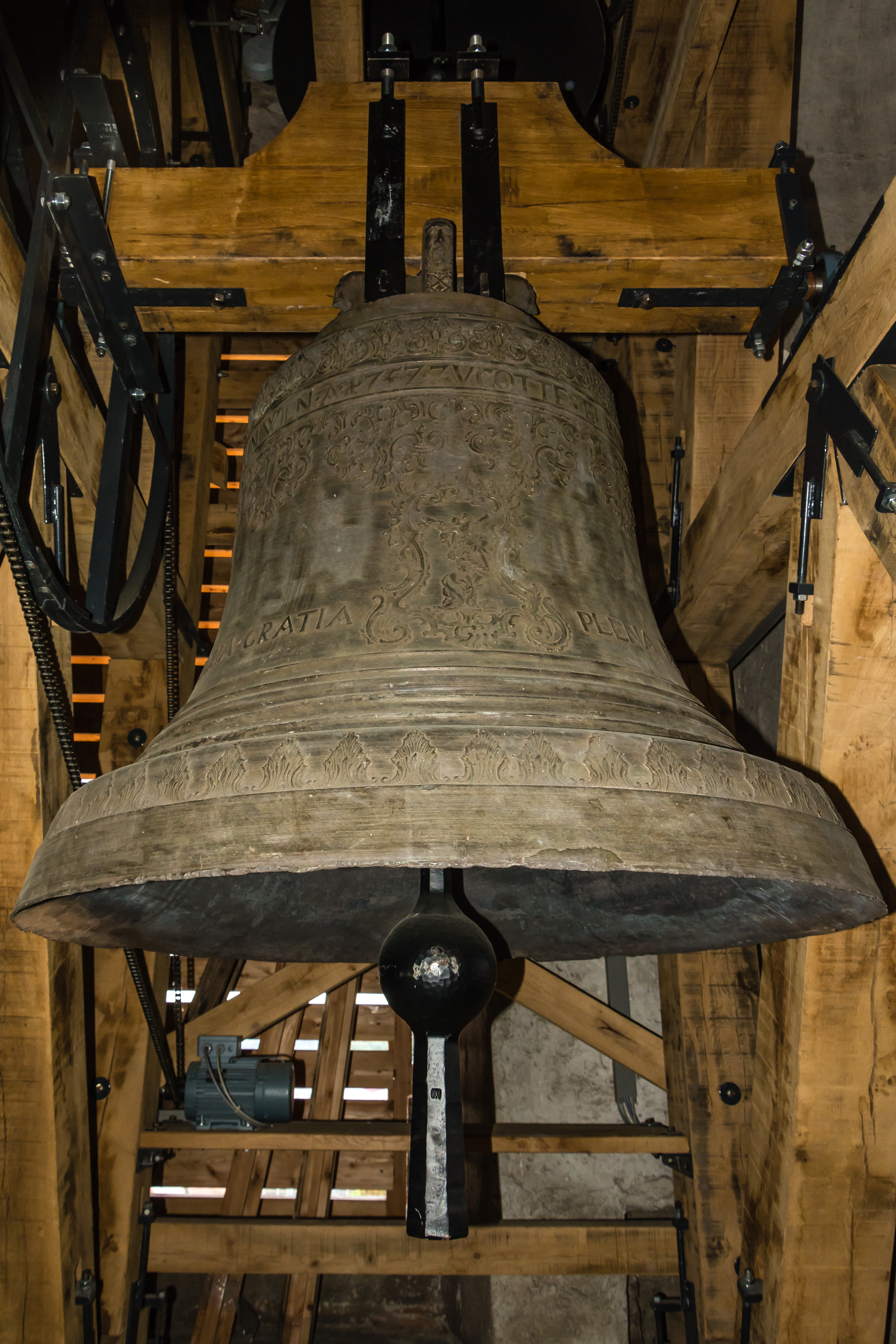
Die Zwölferin
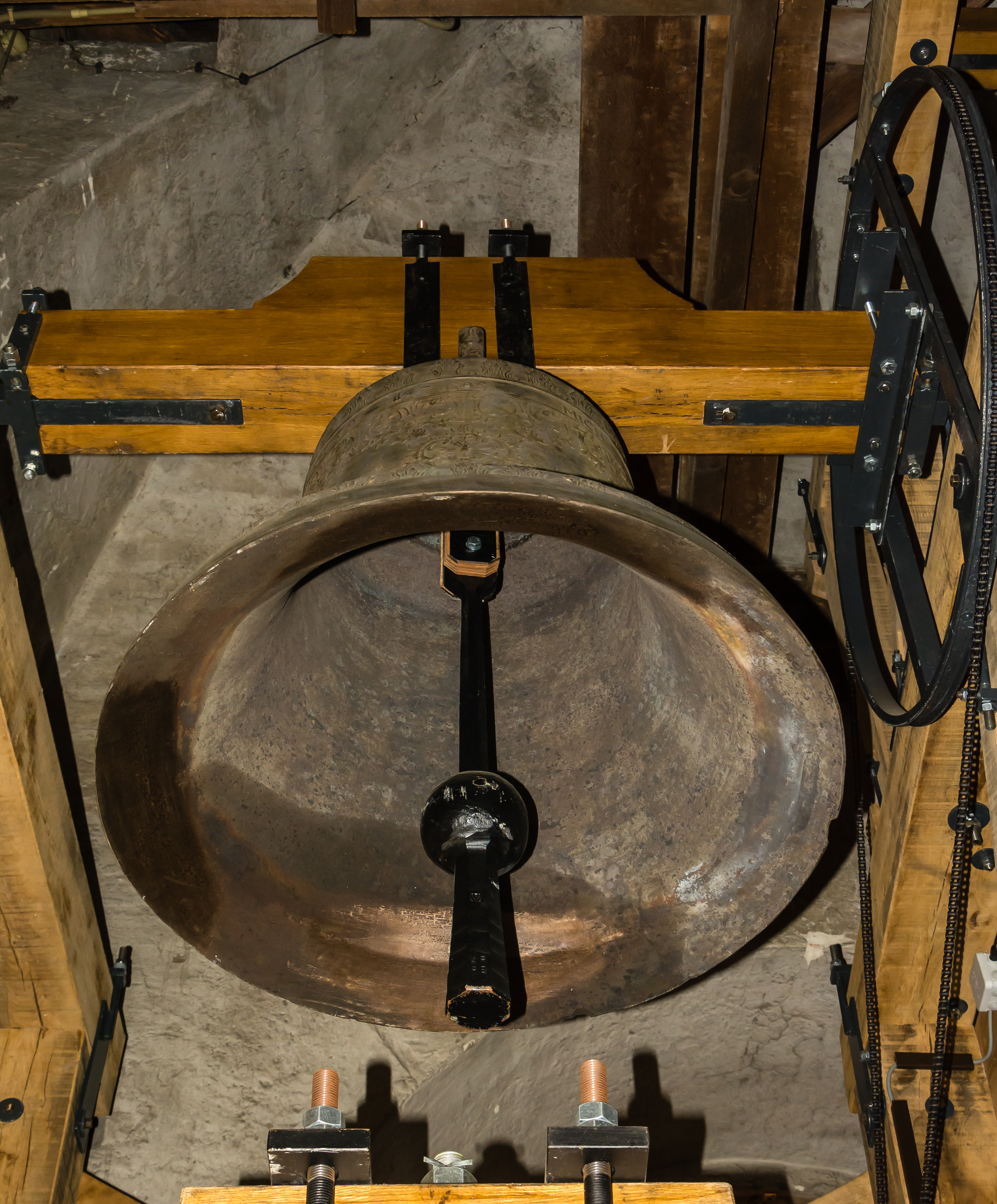
Die Speiserin
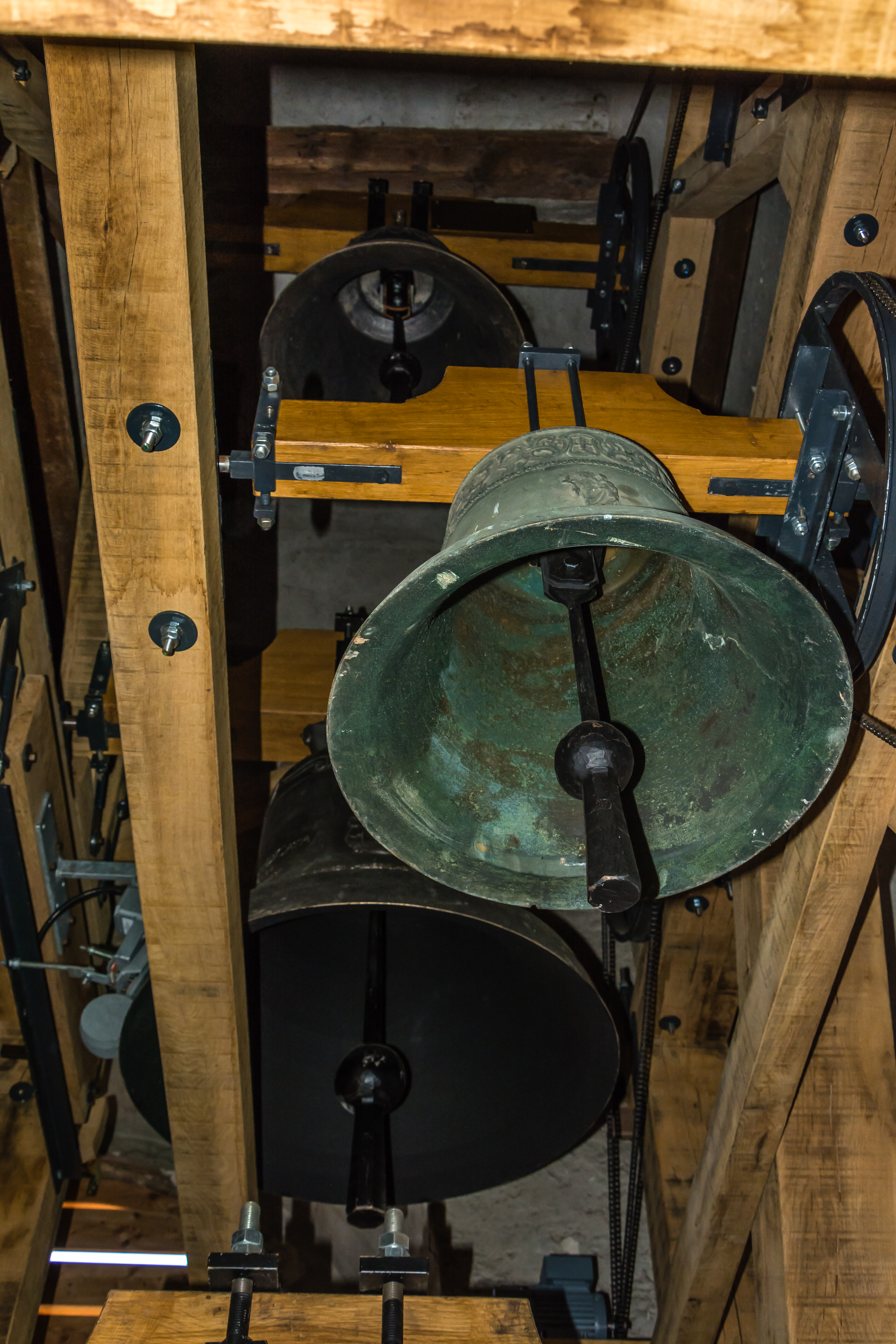
Zügenglöcklein (vorne), Christophorusglocke (dahinter), Probeglocke (darüber)